# Yozuca* 10th Anniversary Best
『yozuca* 10th Anniversary Best』（ヨズカ テンス・アニバーサリー・ベスト）は、yozuca*のベストアルバム。2009年5月27日にLantisから発売された。

## 概要
yozuca*の活動10周年目を記念して発売されたベストアルバムである。2009年5月27日にアップテンポ楽曲を集めた「enjoy」とバラード楽曲を集めた「piece」の2枚が同時発売された。
「enjoy」と「piece」というタイトルは、「enjoy」は楽曲を聴いて楽しめる曲、「piece」はyozuca*が作詞・作曲を担当した楽曲が多いことから、yozuca*の一部から生まれた曲、という意味が込められている。

## 収録曲

### enjoy
1. ダ・カーポ 〜第2ボタンの誓い〜
作詞・作曲:tororo / 編曲:Angel Note
パソコンゲーム『D.C. 〜ダ・カーポ〜』オープニングテーマ
2. Fragment 〜The heat haze of summer〜
作詞・作曲:tororo / 編曲:長田直之
ドリームキャスト『水夏 〜SUIKA〜』オープニングテーマ
3. サクラサクミライコイユメ
作詞・作曲:tororo / 編曲:Angel Note
テレビアニメ『D.C. 〜ダ・カーポ〜』オープニングテーマ
4. Special Day 〜太陽の神様〜
作詞・作曲:yozuca* / 編曲:前澤寛之
パソコンゲーム『D.C. Summer Vacation 〜ダ・カーポ サマーバケーション〜』オープニングテーマ
5. サクライロノキセツ
作詞・作曲:tororo / 編曲:Angel Note
テレビアニメ『D.C.S.S. 〜ダ・カーポ セカンドシーズン〜』オープニングテーマ
6. チェーリング
作詞:yozuca*、作曲:黒須克彦、編曲:河合英嗣
7. たったひとつだけ
作詞:mavie / 作曲・編曲:齋藤真也
テレビアニメ『タクティカルロア』オープニングテーマ
8. キラメク
作詞:mavie、作曲:黒須克彦、編曲:鈴木マサキ
テレビアニメ『女子高生 GIRL'S-HIGH』オープニングテーマ
9. ダ・カーポII 〜あさきゆめみし君と〜
作詞・作曲:tororo / 編曲:Angel Note
パソコンゲーム『D.C.II 〜ダ・カーポII〜』オープニングテーマ
10. 祝福の歌
作詞:Team N.G.X、作曲:milktub、編曲:ms-jacky
パソコンゲーム『エーデルワイス』エンディングテーマ
11. Happy my life 〜Thank you for everything!!〜
作詞・作曲:tororo / 編曲:Angel Note
パソコンゲーム『D.C.II Spring Celebration 〜ダ・カーポII〜 スプリング セレブレイション』オープニングテーマ
12. believe yourself
作詞:yozuca* / 作曲・編曲:齋藤真也
パソコンゲーム『D.C.II Spring Celebration 〜ダ・カーポII〜 スプリング セレブレイション』挿入歌
13. サクラキミニエム
作詞・作曲:tororo / 編曲:黒須克彦
テレビアニメ『D.C.II 〜ダ・カーポII〜』 オープニングテーマ
14. true love song
作詞・作曲:yozuca* / 編曲:東タカゴー
テレビアニメ『true tears』イメージソング
15. サクラ アマネク セカイ
作詞・作曲:tororo / 編曲:藤田淳平（Elements Garden）
テレビアニメ『D.C.II S.S. 〜ダ・カーポII セカンドシーズン〜』 オープニングテーマ
16. love☆mind
作詞・作曲:yozuca*、編曲:東タカゴー
テレビアニメ『D.C.II S.S. 〜ダ・カーポII セカンドシーズン〜』挿入歌
17. Reality awake
作詞:yozuca* / 作曲:Tatsh / 編曲:chokix
テレビアニメ『喰霊-零-』イメージソング

### piece
1. 夏の終わりに…
作詞:tororo、作曲:猫野こめっと、編曲:安瀬聖
ドリームキャスト『水夏 〜SUIKA〜』挿入歌
2. サクラサクミライコイユメ アコースティックバージョン
作詞・作曲:tororo / 編曲:Angel Note
3. 愛の羽
作詞:rino / 作曲・編曲:安瀬聖
PlayStation 2ゲーム『てんたま2wins』エンディングテーマ
4. 赤い糸
作詞:yozuca*、作曲:渡邊美佳、編曲:河合英嗣
パソコンゲーム『D.C. Summer Vacation 〜ダ・カーポ サマーバケーション〜』エンディングテーマ
5. Dear your mind
作詞・作曲:yozuca* / 編曲:大久保薫
テレビアニメ『D.C.S.S. 〜ダ・カーポ セカンドシーズン〜』挿入歌
6. ヒトリゴト
作詞・作曲:yozuca* / 編曲:河合英嗣
7. タンポポの綿帽子
作詞・作曲:yozuca* / 編曲:鈴木マサキ
パソコンゲーム『Summer Days』エンディングテーマ
8. あいのたね
作詞:yozuca* / 作曲・編曲:鈴木マサキ
パソコンゲーム『エーデルワイス』イメージソング
9. 記憶の海
作詞:yozuca* / 作曲・編曲:岡ナオキ
テレビアニメ『School Days』エンディングテーマ
10. Cloudy
作詞:rino / 作曲・編曲:末廣健一郎
PlayStation 2ゲーム『D.C.II P.S. 〜ダ・カーポII〜 プラスシチュエーション』挿入歌
11. 愛しい人よ 〜I want to sing for you〜
作詞:yozuca* / 作曲・編曲:末廣健一郎
テレビアニメ『D.C.II 〜ダ・カーポII〜』挿入歌
12. 消えないで…
作詞・作曲:yozuca* / 編曲:東タカゴー
テレビアニメ『D.C.II S.S. 〜ダ・カーポII セカンドシーズン〜』挿入歌
13. one
作詞・作曲:yozuca* / 編曲:安瀬聖
14. ダ・カーポII 〜あさきゆめみし君と〜 Piano ballade
作詞・作曲:tororo / 編曲:安瀬聖